# Erdenebalsuren Damdin
Erdenebalsuren Damdin (* 7. August 1967) ist ein mongolischer Jurist und Richter am Internationalen Strafgerichtshof.

## Leben und Wirken
Damdin studierte von 1985 bis 1991 Rechtswissenschaften an der Staatlichen Universität Irkutsk. Nach seinem Magister-Abschluss im Juni 1991 trat er als Staatsanwalt in den mongolischen Justizdienst ein. Dort wurde er bei der Staatsanwaltschaft in der Provinz Chowd-Aimag eingesetzt. Nachdem er in dieser Behörde zum stellvertretenden Behördenleiter aufgestiegen war, wechselte er im April 1995 an die mongolische Generalstaatsanwaltschaft als Oberstaatsanwalt und leitete die Abteilung für auswärtige Angelegenheiten und Rechtshilfe. Hierbei war er maßgeblich an den Verhandlungen über den Beitritt der Mongolei zum Römischen Statut beteiligt und schulte seine Mitarbeiter bei der Verfolgung von Verletzungen von Menschenrechten und bei Verbrechen gegen die Menschlichkeit. Er vertrat den mongolischen Staat bei Verfahren vor dem Obersten Mongolischen Gerichtshof. 2002 schied er bei der Generalstaatsanwaltschaft aus und trat als Strafverteidiger in die mongolische Rechtsanwaltschaft über. Pro bono übernahm er auch Nebenklagevertretungen. Nach zehnjähriger Tätigkeit als Strafverteidiger wurde Damdin 2012 als Richter an den Obersten Mongolischen Gerichtshof berufen; dort war er vor allem mit der Rechtsprechung in Strafrechtsfällen der Schwerstkriminalität befasst. Seit 2017 unterrichtet er zudem als Dozent an der Nationaluniversität der Mongolei in Straf- und Strafprozessrecht, Internationalem Strafrecht und Menschenrechtsschutz. Darüber hinmaus fungierte er als Berater der mongolischen Regierung in Strafrechtsreformfragen.
Im Dezember 2023 wurde Damdin als erster Mongole zum Richter am Internationalen Strafgerichtshof ernannt. Er trat seine voraussichtlich neunjährige Amtszeit am 11. März 2024 an.